# Kylie Kwong
Kylie Kwong (née en 1969) est un chef cuisinier australien. Elle doit une partie de sa notoriété à ses différentes prestations télévisées, notamment sur la chaîne de télévision nationale australienne ABC, ainsi qu'à la publications de plusieurs recueils de recettes.

## Biographie
Kylie Kwong est issue d'une famille d'origine chinoise établie depuis plusieurs générations en Australie. Un goût précoce pour la gastronomie la pousse à s'orienter vers un apprentissage dans la restauration, à l'issue duquel elle est engagée dans un célèbre restaurant asiatique de Sydney, le « Wockpool ». Elle y tient le poste de chef durant quatre ans avant de choisir de parfaire ses connaissances culinaires par un voyage dans le pays de ses ancêtres, la Chine. 
À son retour en Australie en 2000, elle décide de monter sa propre affaire en partenariat avec une autre personnalité du monde de la gastronomie australienne, Bill Granger. Le restaurant Billy Kwong ouvre ses portes au mois de mai 2000 dans le quartier de Surry Hill, à Sydney. Le pari est risqué mais le succès est finalement au rendez-vous, ce qui pousse des producteurs à approcher les deux copropriétaires qui se voient chacun proposer de tourner un pilote d'émission télévisée. En 2002, Kylie Kwong débute ainsi le tournage de sa première émission baptisée « Kylie Kwong: heart and soul », diffusée quelques mois plus tard sur l'antenne de la chaîne de télévision ABC. L'émission bat des records d'audience, justifiant la sortie quelques semaines plus tard du premier livre de son auteur, lequel reprend la plupart des recettes de l'émission.
Le tournage d'une nouvelle série débute en 2005 sous le titre « Kylie Kwong: simply magic ». Quelques mois plus tard, Kylie Kwong commence à écrire plusieurs livres de cuisine : « Simple chinese cooking » et « My China: a feast for all the senses », qui paraissent tous deux en 2007, à quelques semaines d'intervalle. Ces deux ouvrages sont suivis en 2008 d'un nouveau recueil de recettes intitulé « My China: stories and recipes from my homeland ».

### Vie privée
Kylie Kwong est ouvertement lesbienne.